# Marguerite Szewczyk
Pour les articles homonymes, voir Szewczyk.
Małgorzata Szewczyk, née Łucja Szewczyk en 1828 à Chepetivka et morte le 5 juin 1905 à Nieszawa, est une religieuse catholique polonaise cofondatrice et première supérieure des franciscaines de Notre-Dame des Douleurs. Elle est vénérée comme bienheureuse par l'Église catholique.

## Biographie
Łucja Szewczyk née en 1828 en Volhynie. Elle travaille durant deux ans en tant que laïc au service des pèlerins et des pauvres en Palestine. Lorsqu'elle retourne en Pologne, en 1880, elle se rend à Zakroczym. L'année suivante, elle fait la rencontre du bienheureux Honorat de Biała. Elle fonde avec lui un nouvel ordre féminin, la congrégation de Notre-Dame des Douleurs, appelé l'Ordre Séraphique. Elle prend alors le nom de Sœur Małgorzata. Elle est élue première supérieure de cette fondation. Elle remplit cette fonction jusqu'à sa démission en 1904, pour des raisons de santé. Mère Małgorzata est morte le 5 juin 1905 à Nieszawa.

## Béatification

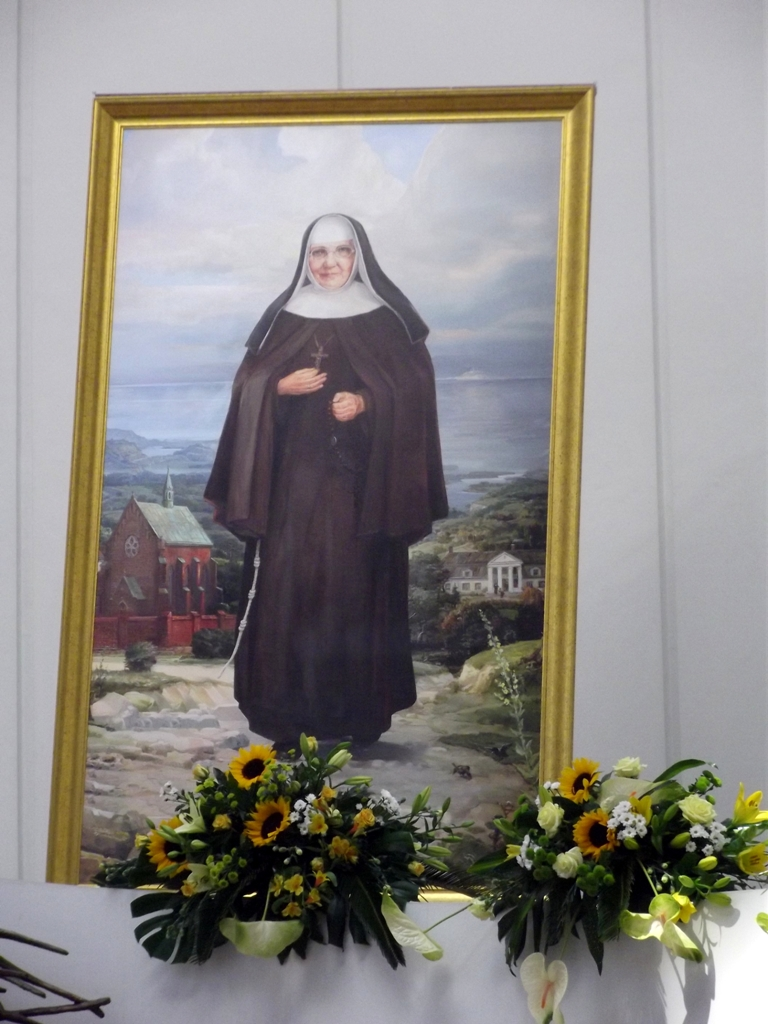
Image de Marguerite Szewczyk lors de sa béatification.

La cause pour sa béatification est ouverte à la phase diocésaine en 1993. La cause passe à la phase romaine en 1996 pour être examinée par la Congrégation pour les causes des saints.
Mère Marguerite est déclarée vénérable par le pape Benoît XVI en 2008.
Sa béatification est célébrée le 9 juin 2013. Elle est béatifiée avec Zofia Czeska, dans le Sanctuaire de la Miséricorde Divine à Kraków-Łagiewniki. La cérémonie est présidée par le cardinal Angelo Amato, au nom du pape François.
La bienheureuse est fêtée le 5 juin.